# Trichomegalosphys pubescens
Trichomegalosphys pubescens är en tvåvingeart som först beskrevs av Joao Stenghel Morgante 1969.  Trichomegalosphys pubescens ingår i släktet Trichomegalosphys och familjen sorgmyggor. Inga underarter finns listade i Catalogue of Life.